# Illoani
Illoani (ou Iloani) est une localité du Cameroun, située dans l'arrondissement de Bamusso, le département du Ndian et la Région du Sud-Ouest.

## Population
Lors du recensement national de 2005, Illoani comptait 1 451 habitants.
En 2011, une enquête de terrain estime la population à 6 400 personnes répartie dans les groupes ethniques Oroko, Grassfields, Bakweri et Banyang. Après Bekumu et Kombo A Mokoko, c'est désormais la troisième ville de l'arrondissement de Bamusso par le nombre d'habitants.

## Géographie
La localité se trouve dans la réserve de la forêt de Mokoko.

## Économie
Comme d'autres localités environnantes (par exemple Betika), la région d'Illoani est riche en pétrole.